# Kadada (Zinder)
Kadada ist ein Weiler im Arrondissement Zinder V der Stadt Zinder in Niger.

## Geographie
Der Weiler befindet sich südlich des Stadtzentrums im ländlichen Gemeindegebiet von Zinder, der Hauptstadt der gleichnamigen Region Zinder. Seine Zugehörigkeit ist zwischen den Gemeinden Zinder und Droum umstritten. Zu den Dörfern in der Umgebung von Kadada zählen Gangara Karimou im Nordwesten, Nawach Kalé im Nordosten und Tsamiyal Iyaka im Südosten.
Wie im gesamten Gemeindegebiet von Zinder herrscht das Klima der Sahelzone vor, mit einer durchschnittlichen jährlichen Niederschlagsmenge zwischen 300 und 400 mm.

## Bevölkerung
Bei der Volkszählung 2012 hatte Kadada 563 Einwohner, die in 95 Haushalten lebten.

## Wirtschaft und Infrastruktur
Es gibt eine Schule in der Siedlung.